# Pil (pigenavn)
 For alternative betydninger, se Pil. (Se også artikler, som begynder med Pil)
Pil er et nordisk pigenavn. Navnet er blevet godkendt af det danske kirkeministerium og er derfor et lovligt dansk personnavn.

## Eksempler på personer med navnet Pil
- Pil Dahlerup – dansk literaturhistoriker

## Trivia
- I perioden fra 1985 til 1996 blev 83 danske piger navngivet Pil.
- Ifølge Danmarks Statistik var der d. 1. januar 2006 188 danskere med fornavnet Pil.